# Joseph ibn Migash II
Ne doit pas être confondu avec Joseph ibn Migash I.
Joseph ibn Migash (hébreu : יוסף ב"ר מאיר הלוי אבן מיגאש Yossef ben R' Meïr Halevi ibn Migash ou Migas), dit Ri Migash est un rabbin andalou des XIe et XIIe siècles (1077 - 1141). Disciple d’Isaac Alfassi, il lui succède à la tête de son académie à Lucena, officiant également comme juge rabbinique dans cette ville.

## Biographie
Joseph ibn Migash naît à Séville ou à Grenade. Son père et Isaac ben Baroukh ibn Albalia sont ses premiers maîtres. À 12 ans, il se rend à Lucène pour suivre les cours d’Isaac Alfasi, un décisionnaire marocain récipiendaire des enseignements des gueonim babyloniens, considéré comme l'une des principales autorités rabbiniques du Moyen Âge. Quatorze ans plus tard, ce dernier nomme Joseph rabbin) et le désigne comme son successeur à la tête de sa yeshiva, au détriment de son propre fils et malgré son jeûne âge.
Joseph ibn Migash occupe cette fonction pendant 38 ans. À sa mort, nombre de poètes dont Juda Halevi rédigent des eulogies en sa mémoire.

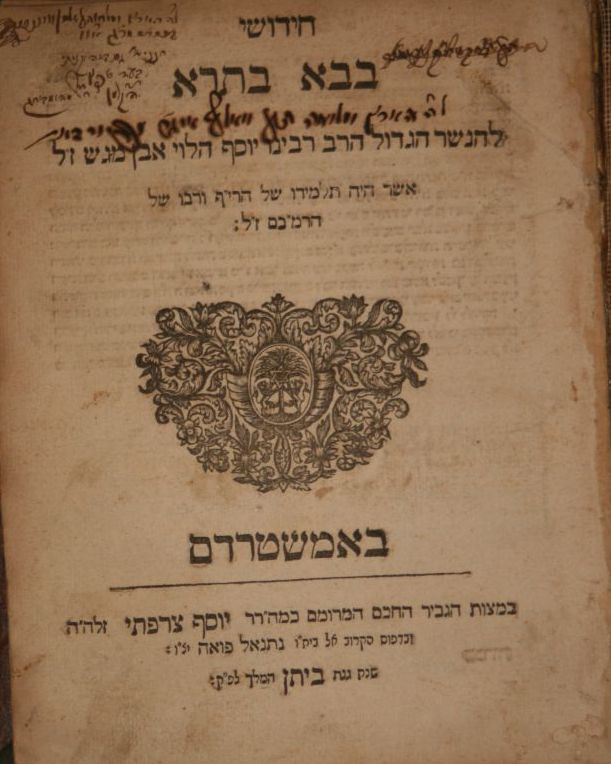
Première édition du commentaire de Joseph ibn Migash sur le traité Bava Batra, AMsterdam 1702

## Œuvres
Joseph ibn Migash est l’auteur des She'elot ouTeshouvot Ri Migash, un recueil de plus de 200 responsa rédigés en judéo-arabe et souvent cités dans le Shita Mekoubetzet de Bezalel Ashkenazi. Ses hiddoushim (« interprétations nouvelles ») sur les traités Bava Batra et Shevouot (il est le premier auteur séfarade à en rédiger) sont, eux aussi, abondamment référencés dans la littérature rabbinique médiévale. Il aurait en outre rédigé, selon Menahem Hameïri, un commentaire sur tout le Talmud et, selon Isaac Bär Levinsohn, un traité d’astronomie.
Une grande partie de l’enseignement de Joseph ibn Migash s’est donc perdue ou n’est connue que par les citations de Nahmanide, Salomon ben Aderet et Yom Tov Assevilli. Elle se devine cependant dans les écrits de Moïse Maïmonide (qu’on considère souvent comme son disciple direct ; cependant, lorsque Joseph ibn Migash meurt, Maïmonide a trois ans et il est plus vraisemblable qu’il ait reçu ce savoir de la bouche de son père, Maïmon ben Yossef HaDayan). Celui-ci déclare dans son Traité des Huit Chapitres que « la profondeur de l’enseignement talmudique de cet homme émerveillent tous ceux qui comprennent ses mots et la portée de son esprit spéculatif, de sorte qu’il pourrait presque se dire qu’"il n’y eut aucun roi comme lui auparavant" (d’après 2 Rois 23:25) ». Par ailleurs, Joseph ibn Migash est, avec Isaac Alfassi, l’une des seules autorités nommément citées par Maïmonide dans son Mishné Torah. 